# Linköping (gemeente)
Linköping (spreek uit als Liensjeuping) is een Zweedse gemeente en stad in Östergötland en de provincie Östergötlands län. De gemeente telt 140.073 inwoners (2007).

## Plaatsen
- Linköping (stad)
- Ljungsbro
- Malmslätt
- Linghem (Zweden)
- Sturefors
- Vikingstad
- Berg (Linköping)
- Ekängen
- Slaka
- Brokind
- Bestorp
- Askeby
- Bankekind
- Nykil
- Sjögestad
- Gistad
- Skeda udde
- Rappestad
- Västerlösa
- Gälstad-Lundby
- Bjärka-Säby
- Björkeberg
- Flemma (westelijk deel)